# الدوري الذهبي 2002
تنافس على المليون دولار في الدوري الذهبي لسنة 2002، 6 رياضين و6 رياضيات خلال 7 محطات.
يجب الفوز ب 7 محطات لنيل جائزة المليون دولار.

## الفائزون
- هشام الكروج  المغرب
- آنا غيفارا  المكسيك
- ماريون جونز  الولايات المتحدة
- فيليكس سانشيز  جمهورية الدومينيكان

## النتائج
|               | روما 28 يونيو                     | باريس 5 يوليو                     | أوسلو 12 يوليو                    | موناكو 19 يوليو                   | زوريخ 16 أغسطس                    | بروكسيل 30 أغسطس                  | برلين 6 سبتمبر                    |
| ------------- | --------------------------------- | --------------------------------- | --------------------------------- | --------------------------------- | --------------------------------- | --------------------------------- | --------------------------------- |
| رجال          |                                   |                                   |                                   |                                   |                                   |                                   |                                   |
| 100 متر       | دوين شامبير المملكة المتحدة       | موريس غرين الولايات المتحدة       | موريس غرين الولايات المتحدة       | موريس غرين الولايات المتحدة       | تيم مونتغومري الولايات المتحدة    | تيم مونتغومري الولايات المتحدة    | دوين شامبير المملكة المتحدة       |
| 1500 م المايل | هشام الكروج المغرب                | هشام الكروج المغرب                | هشام الكروج المغرب                | هشام الكروج المغرب                | هشام الكروج المغرب                | هشام الكروج المغرب                | هشام الكروج المغرب                |
| 3000 م 5000 م | بينجامين ليمو كينيا               | بينجامين ليمو كينيا               | صلاح حيسو المغرب                  | بينجامين ليمو كينيا               | سامي كيبتيكير كينيا               | غومري المغرب                      | لوك كيبسوغي كينيا                 |
| 400 م حواجز   | فيليكس سانشيز جمهورية الدومينيكان | فيليكس سانشيز جمهورية الدومينيكان | فيليكس سانشيز جمهورية الدومينيكان | فيليكس سانشيز جمهورية الدومينيكان | فيليكس سانشيز جمهورية الدومينيكان | فيليكس سانشيز جمهورية الدومينيكان | فيليكس سانشيز جمهورية الدومينيكان |
| القفز بالزانة | تيم ماك الولايات المتحدة          | رمان ميسنيل فرنسا                 | تيم لوبنغير ألمانيا               | جيف عارتويغ الولايات المتحدة      | لرس بورغلين ألمانيا               | اليكسندر افيربوخ إسرائيل          | اليكسندر افيربوخ إسرائيل          |
| الوثب الثلاثي | جونثان ادواردس المملكة المتحدة    | جونثان ادواردس المملكة المتحدة    | ولتر دافيس الولايات المتحدة       | كرستيان اولسون السويد             | جونثان ادواردس المملكة المتحدة    | ولتر دافيس الولايات المتحدة       | كرستيان اولسون السويد             |
| نساء          |                                   |                                   |                                   |                                   |                                   |                                   |                                   |
| 100 متر       | ماريون جونز الولايات المتحدة      | ماريون جونز الولايات المتحدة      | ماريون جونز الولايات المتحدة      | ماريون جونز الولايات المتحدة      | ماريون جونز الولايات المتحدة      | ماريون جونز الولايات المتحدة      | ماريون جونز الولايات المتحدة      |
| 400 متر       | آنا غيفارا المكسيك                | آنا غيفارا المكسيك                | آنا غيفارا المكسيك                | آنا غيفارا المكسيك                | آنا غيفارا المكسيك                | آنا غيفارا المكسيك                | آنا غيفارا المكسيك                |
| 1500 م        | ماريا سيونكان رومانيا             | نيكول تيتير الولايات المتحدة      | ماريا موتولا موزمبيق              | رغينا جاكوبس الولايات المتحدة     | غبريلا زابو رومانيا               | سريا ايهان تركيا                  | سريا ايهان تركيا                  |
| 3000 م 5000 م | غبريلا زابو رومانيا               | غبريلا زابو رومانيا               | اديت اسيل كينيا                   | غبريلا زابو رومانيا               | بيرهان ادري كينيا                 | بيرهان ادري كينيا                 | بيرهان ادري كينيا                 |
| 100 م حواجز   | غايل ديفيرس الولايات المتحدة      | غايل ديفيرس الولايات المتحدة      | غايل ديفيرس الولايات المتحدة      | غايل ديفيرس الولايات المتحدة      | غلوريا الوزي إسبانيا              | غايل ديفيرس الولايات المتحدة      | غايل ديفيرس الولايات المتحدة      |
| رمي الرمح     | اسليدي مينينديز كوبا              | تاتيانا شيكولينكو روسيا           | اسليدي مينينديز كوبا              | تاتيانا شيكولينكو روسيا           | تاتيانا شيكولينكو روسيا           | نيكوليت سزابو المجر               | اسليدي مينينديز كوبا              |

## المصدر
- IAAF

| الدوري الذهبي (الاتحاد الدولي لألعاب القوى)                                                  |
| 1998 \| 1999 \| 2000 \| 2001 \| 2002 \| 2003 \| 2004 \| 2005 \| 2006 \| 2007 \| 2008 \| 2009 |